# Costituzione ottriata
La costituzione ottriata (dal francese octroyée, concessa) è una forma di carta costituzionale il cui procedimento di promulgazione è dipeso esclusivamente dalla volontà del sovrano. Si tratta quindi di una costituzione concessa come atto unilaterale da un sovrano per sua volontà e non per quella del popolo. Le costituzioni ottriate furono un fenomeno tipico dei regimi di monarchia assoluta dell'Europa del XIX secolo. 
All'opposto, le costituzione non ottriate sono quelle solitamente elaborate e votate da un'assemblea rappresentativa dei cittadini (generalmente assemblee costituenti), dunque espressione della volontà del popolo. Le costituzioni non ottriate sono tutte quelle proprie degli Stati democratici contemporanei, come la costituzione della Repubblica Italiana, ma vi furono esempi anche nel XIX secolo in ordinamenti monarchici come fu la costituzione siciliana del 1848. 
Esempi di questo tipo furono la Carta francese del 1814; lo Statuto Albertino del Regno di Sardegna, promulgato da Carlo Alberto di Savoia a seguito dei moti del 1848; la Costituzione Pillersdorf concessa dall'imperatore d'Austria Francesco Giuseppe I.